# Tomáš Jablonský
Tomáš Jablonský (Praga, 27 giugno 1987) è un calciatore ceco, difensore o centrocampista dello Zbrojovka Brno.